# 许斯塔维卡

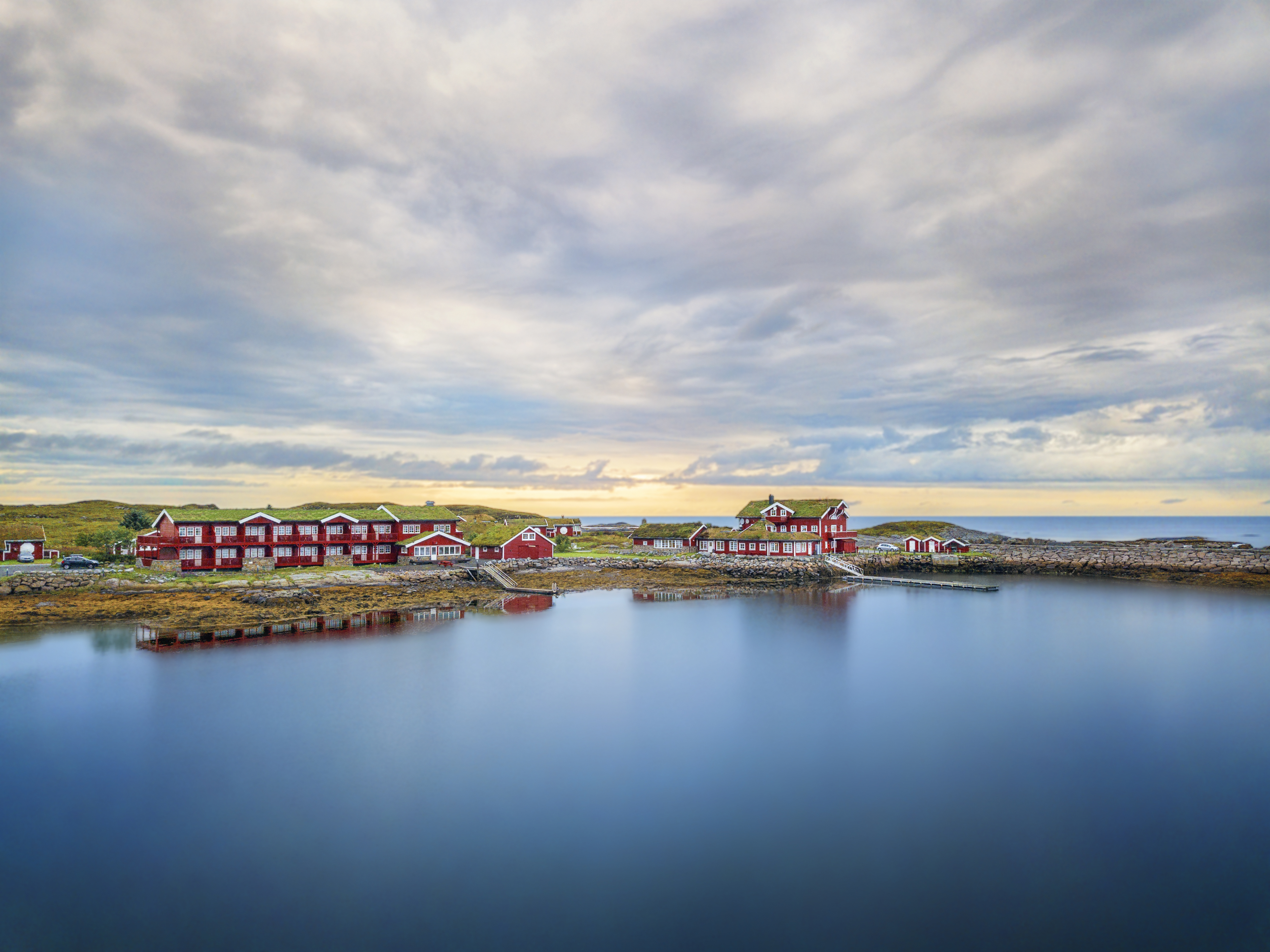
岸边的一家旅馆

许斯塔维卡（挪威語：Hustadvika）是挪威默勒-鲁姆斯达尔郡的一个市镇。市镇面积为521.93平方公里，2023年人口数量为13,341人。
该市镇设立于2020年1月1日，由原埃德和弗雷納两市镇合并而成。